# トヨタ・KRエンジン
トヨタ・KRエンジン、およびダイハツ・KR型エンジン（ケイアールがたエンジン）は、トヨタ自動車、並びにダイハツ工業、SUBARU（旧・富士重工業、以下スバル）、プロドゥア等の水冷直列3気筒ガソリンエンジンの系列である。
トヨタ名義のエンジンとしては史上初の直列3気筒エンジンとなる。開発と生産はダイハツが担当するが、トヨタの連続可変バルブ技術であるVVT-iが用いられている。この後発でダイハツ製軽自動車用エンジンのKF型とは気筒数とボアピッチは同じではあるが、共有する部品は無い。
インターナショナル・エンジン・オブ・ザ・イヤーの1リットル未満部門に、2007年から4年連続で選ばれている。

## 系譜
トヨタ 
 ダイハツ 
- CB型（1977年）→EJ型（1998年）→KR型（2004年）

## 概要
- 生産期間
  - 2004年（平成16年）5月 - （国内向け）
  - 2023年（令和5年）12月20日 - ダイハツ工業は1KR-FEエンジンの型式認証試験で不正が行われていた事実を発表[2]。エンジンおよび搭載車両の出荷が停止された[3]。

## 型式

### 1KR-FE

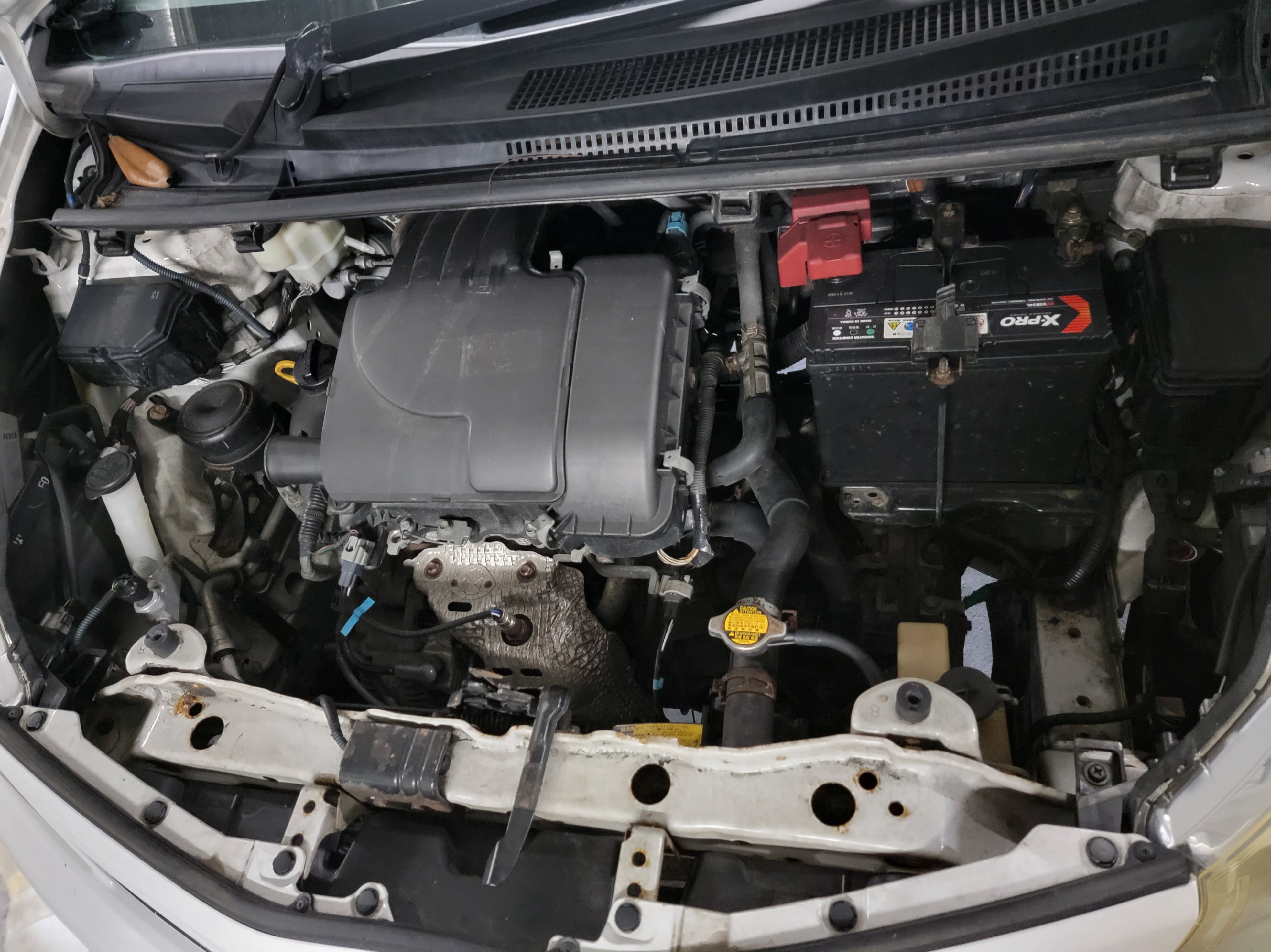
三代目ヴィッツの1.0F（KSP130）の前期型のエンジンルームに搭載される1KR-FE

- 種類：DOHC 12バルブ EFI VVT-i（トヨタ）／DVVT（ダイハツ、スバル）
- 排気量：0.996L
- 内径×行程：71.0×83.9（mm）
- ボアピッチ：78mm
- 圧縮比：10.5(A/B) 11.5(C) 11.0(D) 12.5(E) 11.8(F)
- 出力
  - 52kW（71PS）/6,000rpm(A)
  - 51kW（69PS）/6,000rpm(B/C/D/E)
  - 53kW（72PS）/6,000rpm(F)
- トルク
  - 94Nm（9.6kgm）/3,600rpm(A)
  - 92Nm（9.4kgm）/3,600rpm(B)
  - 92Nm（9.4kgm）/4,400rpm(C/E)
  - 92Nm（9.4kgm）/4,300rpm(D)
  - 93Nm（9.5kgm）/4,400rpm(F)
- 搭載車種（車両型式）
  - （初）パッソ（KGC10/KGC15）(A)/ブーン（M300S/M310S）(A)
  - 2代目パッソ（KGC30/KGC35）(B)/2代目ブーン（M600S/M610S）(B)　マイナーチェンジ後（2014年4月-）（C）
  - 3代目ブーン（M700S/M710S）(E)/3代目パッソ（M700A/M710A）(E)
  - 2代目ヴィッツ（KSP90）(A)[注釈 1]/6代目シャレード（KSP90NL・欧州専売）(A)
  - 3代目ヴィッツ（KSP130）(B)[注釈 2]　マイナーチェンジ後（2014年4月-）（D）
  - 4代目[注釈 3]ヤリス（KSP210）(E)
  - ベルタ（KSP92）(A)
  - 初代アイゴ(A)
  - 2代目アイゴ(B)マイナーチェンジ後（2018年6月-）（F）
  - iQ（KGJ10）(B)
  - プジョー・107(A)
  - プジョー・108(B)
  - 初代シトロエン・C1(A)
  - 2代目シトロエン・C1（C1アーバンライド含む）(B)
  - 欧州市場向け4代目スバル・ジャスティ（M300F）(A)
  - 7代目クオーレ（日本名ミラ）（L276S・海外専売）(A)
  - トール（M900S/M910S）(E)/ルーミー（M900A/M910A）(E)/タンク（M900A/M910A）(E)/日本国内市場向け2代目スバル・ジャスティ（M900F/M910F）(E)

2014年にマイナーチェンジを受けたモデルは、排気効率の向上、ミラーサイクルに適したシリンダーの壁温調整、新形状の吸気ポートの導入などにより、従来型よりも熱効率を高めている。
2016年4月のパッソ/ブーンのフルモデルチェンジでは、ダイハツとしては初の吸気デュアルポートを採用するとともにデュアルインジェクター化され、圧縮比を12.5と高めた仕様となった。そのほかEGRの改良により導入量および領域の拡大、VVTの可変域拡大から更なる吸気遅閉じが可能となり、より大きく広い領域でミラーサイクルを行うようになっている。最大熱効率は37%となっている。

### 1KR-DE
- 種類：DOHC 12バルブ EFI
- 排気量：0.998L
- 内径×行程：71.0×84.0（mm）
- 圧縮比：10.5/11.1(C)
- 出力
  - 40kW（57PS）/5,000rpm(A)
  - 48kW（65PS）/6,000rpm(B)
  - 49kW（66PS）/6,000rpm(C)
- トルク
  - 85Nm（8.7kgm）/4,000rpm(A)
  - 85Nm（8.7kgm）/3,600rpm(B)
  - 90Nm（9.2kgm）/3,600rpm(C)

- 搭載車種（車両型式）
  - ハイマックス(A)（S501RP・海外専売、日本名ハイゼットトラック(10代目)）
  - アイラ(B)
  - アギア(B)（上記のダイハツ・アイラのOEM）
  - プロドゥア・アジア(C)

途上国向け車両に搭載。1KR-FEと異なり連続可変バルブタイミング機構（VVT-i・DVVT）は省略されている。型式は3SZ-VEのようにトヨタ流とダイハツ流の混合となっている。
小型トラックのハイマックス用を除き、シリンダーヘッドカバーをアルミ合金から樹脂製に変更し、エキゾーストマニホールドをシリンダーヘッドと一体化した事などにより、10kgの軽量化を行った。

### 1KR-VE

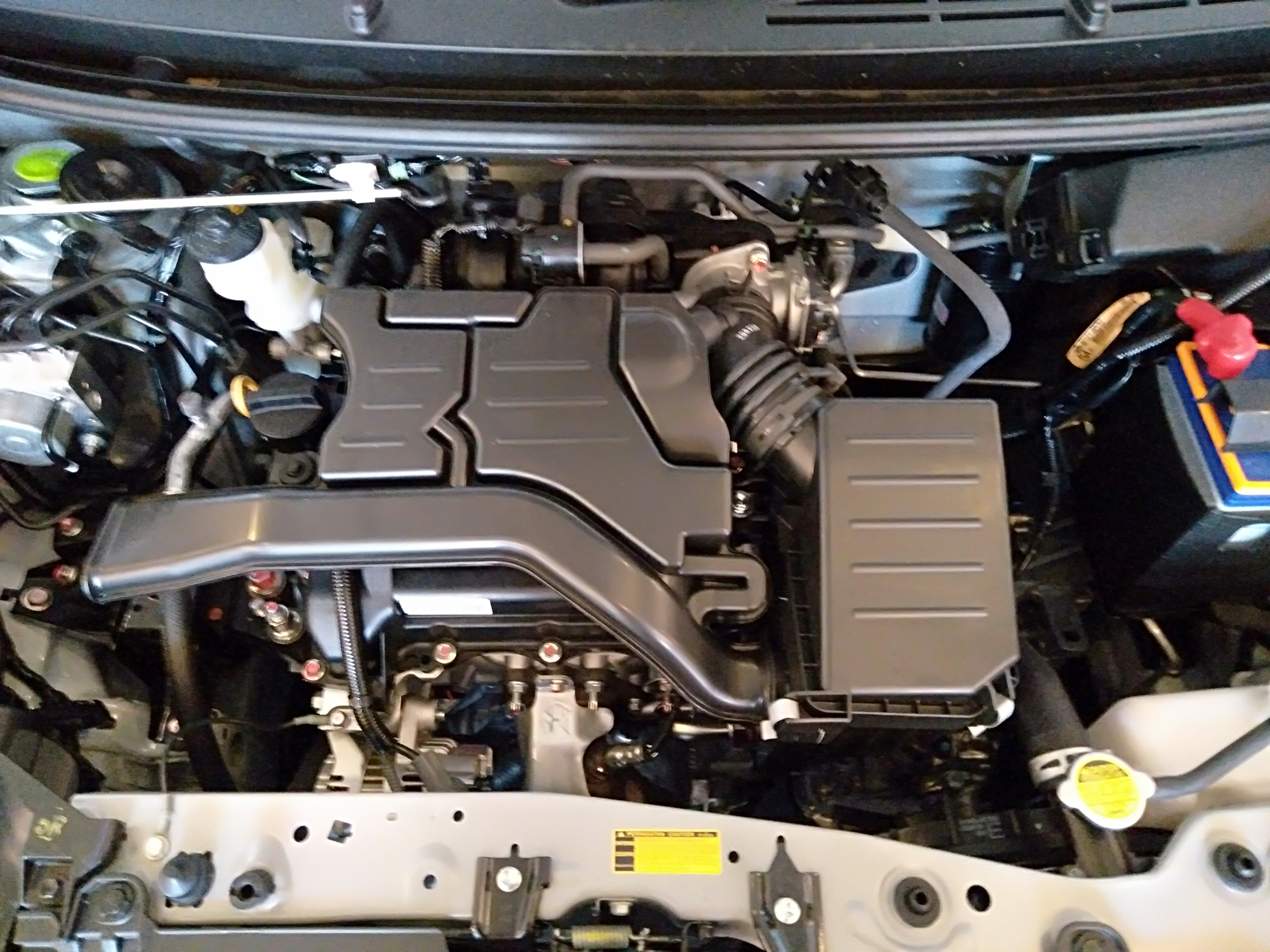
1KR-VE

- 種類：DOHC 12バルブ EFI DVVT（ダイハツ）／VVT-i（トヨタ、プロドゥア）
- 排気量：0.998L
- 内径×行程：71.0×84.0(mm)
- 圧縮比：11.5
- 出力
  - 50kW（68PS）/6,000rpm(A)
  - 49kW（67PS）/6,000rpm(A)
- トルク
  - 91Nm（9.3kgm）/4,400rpm(A)
  - 89Nm（9.1kgm）/4,400 rpm(B)

- 搭載車種（車両型式）
  - プロドゥア・ベザ(A)
  - トヨタ・アギア/ウィゴ（いずれも後期型以降）(B)

2016年7月に発売されたマレーシア最大手の自動車メーカー・プロドゥア史上初にして唯一の小型ノッチバックセダン「ベザ」に初めて搭載された。このエンジンも先述の1KR-DE同様、0.1mmストロークが異なる表示となっているほか、厳密にはトヨタ名義ではなくダイハツ名義のエンジンであるため、型式名の-（ハイフン）後の記号がトヨタ式ではなくダイハツ式の表記になっている。
搭載は日本国内向けを除くダイハツからのOEM供給車種、もしくは日本国内向けを除く主な開発作業と生産をダイハツに委託した車種、プロドゥアの一部車種などに限られている。

### 1KR-VET

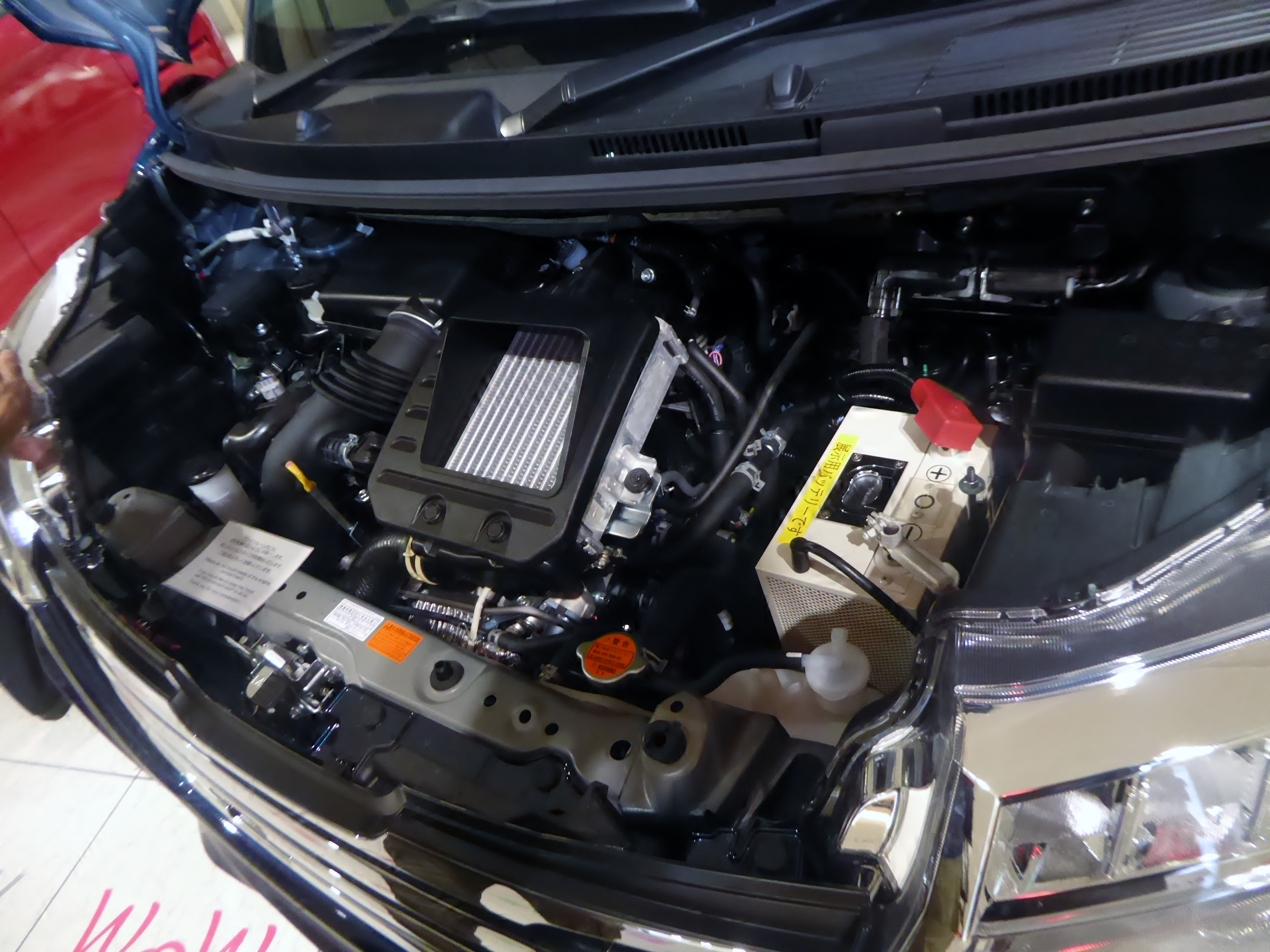
1KR-VET VVT-i 空冷式インタークーラー付ターボエンジン（トヨタ・ルーミー）

- 種類：DOHC 12バルブ EFI DVVT（ダイハツ、スバル）／VVT-i（トヨタ）
- 排気量：0.996L
- 内径×行程：71.0×83.9（mm）
- 圧縮比：9.5
- 出力
  - 72kW（98PS）/6,000rpm
- トルク
  - 140Nm（14.3kgm）/2,400 - 4,000rpm

- 搭載車種（車両型式）
  - トール（M900S）/ルーミー（M900A）/タンク（M900A）/日本国内市場向け2代目スバル・ジャスティ（M900F）
  - 2代目ロッキー（A200S/210S）/ライズ（A200A/210A）

2016年11月に登場した「ダイハツ・トール」とそのOEMの「トヨタ・ルーミー」、および「トヨタ・タンク」、日本国内市場向け2代目「スバル・ジャスティ」の各2WD（FF）車に初めて搭載された。1KR系列のエンジンとしては唯一の過給機（ターボチャージャー）搭載で2019年現在、乗用車搭載用として製造されている1.3L前後のクラスの自然吸気仕様の4気筒エンジンとほぼ同等の最高出力と1.5L前後のクラスの自然吸気エンジンとほぼ同等の最大トルクを有するダウンサイジングコンセプトが用いられている。このエンジンも厳密にはトヨタ名義ではなくダイハツ名義のエンジンであるため、型式名の-（ハイフン）後の記号がトヨタ式ではなくダイハツ式の表記になっている。